# 李秀恒
李秀，GBS，JP（1954年10月15日—2024年3月25日），香港企业家、政治人物，曾任全國政協委員、中華海外聯誼會常務理事、香港經貿商會會長，並在香港中華廠商聯合會、香港中華出入口商會等多個商社團中擔任要職。
李氏從事鐘表行業20餘年，由其創辦的金寶集團現年營業額已逾10億港元，業務除成表製造及鐘表零件貿易外，更擴展至電子、運輸、金融及房地產等領域。他現為香港多家上市公司董事，並曾被委任為香港貿易諮詢委員會、香港貿易發展局、香港生產力促進局、城市規劃委員會、青年事務委員會等多個主要官方及半官方機構的諮詢委員。

## 背景
李秀恒生於香港，早年就讀聖公會聖雅各小學及嶺南中學。中學畢業後投身商界，後來才完成美國加利福尼亞大學工商管理碩士及暨南大學經濟學博士學位。李秀恒於1991年當選為香港十大傑出青年，1993年獲得香港青年工業家獎，1994年獲委任為港事顧問，1996年當選為香港特別行政區第一屆政府推選委員會，2000年獲頒香港特別行政區銅紫荊星章，2017年獲頒金紫荊星章。到了2008年，他代表特邀香港人士当选第十一届全国政协委员，分入第五十二组。并担任提案委员会专委。
他除了擔任香港中華廠商聯合會會長（2014年11月11日當選，2015-2017年）之外，亦先後被內地的西安交通大學、西南交通大學、首都經貿大學、北京經濟學院聘為客座教授，還擔任香港浸會大學、城市大學的中國商業課程顧問。在藝術範圍方面，其攝影作品曾於2018年獲國家地理授權，由大石國際文化有限公司出版了「帶路 Belt and Road」攝影集，內容為一帶一路 沿路地區，如中國，中亞，西亞，中歐，東歐，西歐，東南亞以及非洲等主要城市之風土地貌。

## 商业项目
他持有香港仔黃竹坑道39號及41至43號偉晉中心1期及2期、葵興葵昌路100號KC100、茶果嶺榮山工業大廈的酒店及商場項目。